# Пес Патрон (марка)
«Пес Патрон» — українська поштова марка, випущена 1 вересня 2022 року на знак вшанування улюбленцю дорослих і дітей, талісмана українських рятувальників — пса джек-рассел-тер'єра Патрона. Це перша благодійна поштова марка України, випущена з додатковим номіналом — 8 грн. Зібрані в такий спосіб Укрпоштою благодійні внески будуть використані для придбання машини механізованого розмінування та надання допомоги притулкам для тварин. Номінальна вартість кожної марки F 23 грн. + 64 грн. благодійного внеску за аркуш з 8 марок. До поштового випуску також входять картка і два варіанти конверта «Пес Патрон». Наклад марки — 1 млн екземплярів.

## Історія
Марку присвячено псу Патрону, який з початку російського вторгнення в Україну став справжнім улюбленцем дорослих і дітей, своєрідним талісманом українських рятувальників. Цей дворічний джек-рассел-тер'єр служить у команді піротехніків Державної служби України з надзвичайних ситуацій. Окрім участі в розміновуваннях, Патрон присутній на пресконференціях, зустрічах з лідерами іноземних держав, а також відвідує дітей у лікарнях.

## Презентація

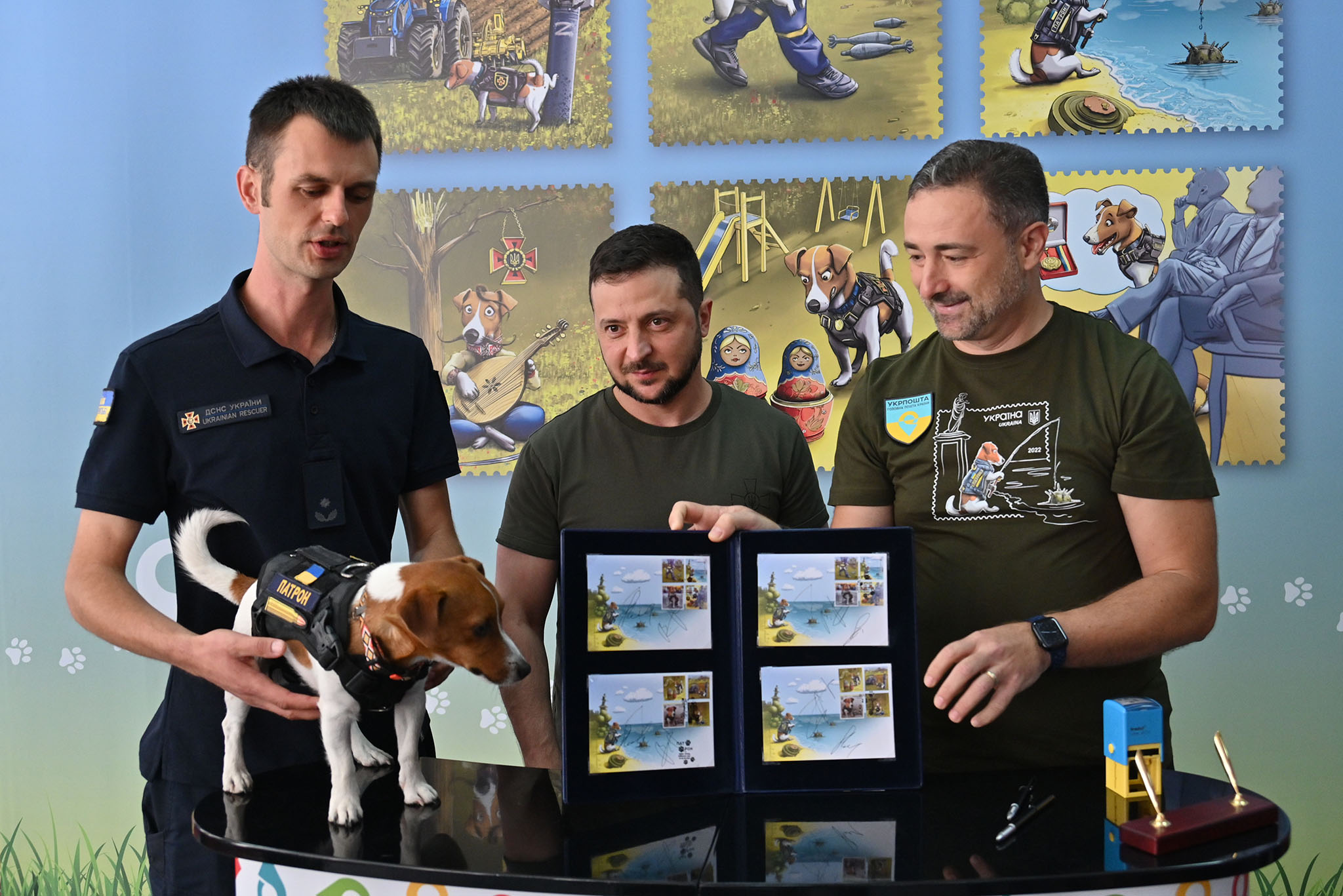
Презентація марки «пес Патрон» у Ірпені

«Укрпошта» випустила марку «Пес Патрон» 30 серпня 2022 року. Ці благодійні марки почали продавати 1 вересня. Президент України Володимир Зеленський взяв участь в урочистому погашенні нової марки від Укрпошти «Пес Патрон». Також тут був присутній головний герой марки. Самі марки можна придбати у відділеннях «Укрпошти» та онлайн. За інформацією генерального директора «Укрпошти» Ігора Смілянського, завдяки продажу марки планується зібрати понад 1 мільйон євро на машину для розмінування Armtrac 400, щоб швидко розміновувати великі території в Україні. Крім того, решта коштів піде на підтримку притулків для тварин.

## Пов'язані події
На початку літа 2024 року марка потрапила до завдання на Національному мультипредметному тесті та, за словами ЗМІ «дав школярам можливість заробити найлегший бал». Необхідно було відповісти на питання, який рік символізує марка з собакою.